# Iconoclast Mountain
Iconoclast Mountain är ett berg i Kanada.   Det ligger i provinsen British Columbia, i den centrala delen av landet, 3 100 km väster om huvudstaden Ottawa. Toppen på Iconoclast Mountain är 3 193 meter över havet.
Terrängen runt Iconoclast Mountain är huvudsakligen bergig, men den allra närmaste omgivningen är kuperad. Iconoclast Mountain är den högsta punkten i trakten. Trakten runt Iconoclast Mountain är nära nog obefolkad, med mindre än två invånare per kvadratkilometer.. Det finns inga samhällen i närheten. 
I omgivningarna runt Iconoclast Mountain växer i huvudsak barrskog.